# فيرنر أوتو (رائد أعمال)
فيرنر أوتو (بالألمانية: Werner Otto)‏ هو رائد أعمال ألماني، ولد في 13 أغسطس 1909 في زيهلو في ألمانيا، وتوفي في 21 ديسمبر 2011 في برلين في ألمانيا.

## روابط خارجية
- فيرنر أوتو على موقع مونزينجر (الألمانية)